# Монастырь Святого Антония (Сен-Лоран-ан-Руайан)
Монастырь преподобного Антония Великого (фр. Monastère orthodoxe Saint-Antoine-le-Grand) — православный мужской монастырь в коммуне Сен-Лоран-ан-Руайанфранцузского департамента Дром; является подворьем Афонского Симонопетрского монастыря.

## История
Основан в 1978 году по благословению митрополита Галльского Мелетия (Карабиниса) и архимандрита Емилиана (Вафидиса) в коммуне Сен-Лоран-ан-Руайан (департамент Дром), в горном массиве Веркор, известным французским богословом архимандритом Плакидой (Дезеем) и двумя другими французскими насельниками афонского монастыря Симонопетра. Новооснованный монастырь получил статус симонопетрского подворья.
Архитектурный проект нового монастыря был разработан одним из насельников и воплощён в жизнь в 1988—1990 годах. Главный храм в честь преподобного Силуана Афонского был построен в византийском стиле и расписан в 1992—1998 годах Ярославом и Галиной Добрыниными.